# Alexandru Vagner
Alexandru Ion Vagner (Azuga, 1989. augusztus 19. – Brassó, 2022. szeptember 30.) román labdarúgó, középpályás.

## Pályafutása
2006 és 2010 között a Gloria Bistrița labdarúgója volt. 2006–07-ben az FC Baia Mare, 2007–08-ban a Forex Brașov, 2010-ben az FCM Târgu Mureș csapatában szerepelt kölcsönben. 2010 és 2013 között az FCM Târgu Mureș szerződtetett játékosa volt. 2013–14-ben az FC Brașov, 2015 és 2017 között a Concordia Chiajna labdarúgója volt. 2016–17-ben korábbi klubjában az FC Brașovban szerepelt. 2017-ben a Petrolul Ploiești, 2017–18-ban és 2021-ben az SR Brașov, 2022-ben az Inter Cristian labdarúgója volt.